# Ruta Estatal de Nevada 322
La Ruta Estatal de Nevada 322, y abreviada SR 322 (en inglés: Nevada State Route 322) es una carretera estatal estadounidense ubicada en el estado de Nevada. La carretera inicia en el Sur desde la SR 321     en Pioche hacia el Norte en la entrada al Spring Valley State Park. La carretera tiene una longitud de 8,2 km (5.113 mi).

## Mantenimiento
Al igual que las autopistas interestatales, y las rutas federales y el resto de carreteras estatales, la Ruta Estatal de Nevada 322 es administrada y mantenida por el Departamento de Transporte de Nevada por sus siglas en inglés Nevada DOT.

## Cruces
La Ruta Estatal de Nevada 322 es atravesada principalmente por la  US 93 .